# Scritte per me (programma televisivo)
Scritte per me è stato uno spettacolo musicale andato in onda nel 1971 dove la protagonista era Nilla Pizzi, che presentava i brani del suo 33giri Scritte per me.
La regia era di Maurizio Corgnati.

## Descrizione
In una sola puntata e unica, Nilla Pizzi presenta vari brani del 33giri Scritte per me pubblicato nel 1970 da cui prende il titolo lo spettacolo, e presenta anche varie canzoni dell'album Le canzoni degli anni 20 pubblicato nel 1969.
La sigla iniziale del programma era Bambino mentre la sigla finale era Mi piace la gente.
Tra gli ospiti Paolo Ferrari, Franco Nebbia e Nada.

### Le canzoni
I brani cantati nella trasmissione da Nilla Pizzi sono:
- Bambino
- Nilo blu
- Tango della malavita
- Creola
- È l'alba
- Il prezzo del successo
- Ed è subito amore
- Appena dietro l'angolo
- Mi piace la gente

Nada in quell'occasione cantò Il cuore è uno zingaro brano con cui vinse il Festival di Sanremo 1971.